# 葉問：終極一戰
《葉問：終極一戰》（英語：Ip Man: The Final Fight）是一部2013年上映的香港電影，由邱禮濤執導，李忠志和冼國林任動作指導，黃秋生、袁詠儀和鍾欣潼領銜主演。
本片獲選第三十七届香港國際電影節開幕電影，於2013年3月17日舉行全球首映式，2013年3月28日正式上映。

## 劇情
1949年，患有長期胃病的葉問（黃秋生 飾）隻身來港謀生，得一班新收徒弟照顧，在港九飯店職工總會天台開始教授詠春。其中當差的鄧聲（陳小春 飾）因鎮壓工人罷工，被逼與同門師弟妹梁雙（洪天明 飾）、李瓊（蔣璐霞 飾）、陳四妹（鍾欣潼 飾）等為敵。期間，葉妻張永成（袁詠儀 飾）從佛山來港團聚，可惜香港生活太艱難，來了又還，未料夫妻從此永別。即使生活捉襟見肘，這位一代宗師卻從未折腰，《葉問：終極一戰》還原最真實的葉問，把他在香港的中、晚年生活如實呈現──包括妻死後他不顧徒弟反對，與紅顏知己的一段緣，他與長子葉準之間亦父亦師的父子情，及其對晉身成國際武打巨星的徒弟李小龍的一些看法等。

## 演員

### 主演
| 演員   | 角色   | 人物介紹                                                                             |
| 黃秋生 | 葉 問  | 咏春拳宗师                                                                           |
| 袁詠儀 | 張永成 | 葉問妻子                                                                             |
| 鍾欣潼 | 陳四妹 | 點心妹 很喜歡看武俠小說，總說要像小說裡的英雄一樣，行俠仗義。 汪東妻子，後懷有身孕。 |
| 周定宇 | 汪 東  | 獄警 陳四妹丈夫                                                                      |
| 吳梓熙 | 伍 贊  | 電車司機 汪東死黨 影射伍燦                                                           |
| 陳小春 | 鄧 聲  | 警察 很少跟其他師兄弟交流。 影射鄧生                                                 |
| 洪天明 | 梁 雙  | 港九飯店職工總會主席 李瓊丈夫 影射梁相                                               |
| 蔣璐霞 | 李 瓊  | 工廠皇后 個性非常硬朗，很有正義感。 梁雙妻子                                         |
| 周楚楚 | 珍 妮  | 歌女 葉問紅顏知己                                                                    |
| 曾志偉 | 吳 忠  | 白鹤派掌門                                                                           |

### 其他演出
| 演員            | 角色     | 人物介紹       |
| 廖啟智          | 李耀華   | 葉問老朋友     |
| 羅冠蘭          |          | 李耀華之妻     |
| 徐黃麗          |          | 李耀華之女     |
| 王梓軒          | 倪 湯    | 白鶴派門徒     |
| 盧惠光          | 魏霸天   | 震威拳館館主   |
| 熊欣欣          | 地頭龍   | 九龍城寨老大   |
| 王祖藍          | 盲公陳   | 路攤報音台相士 |
| 馮克安          | 高手     | 在路邊下棋的人 |
| 孟海            | 高手     | 在路邊下棋的人 |
| 朱慧敏          | 蘇 菲    | 大烟婆歌女     |
| 吳嘉輝          | 貴利高   |                |
| 丁小龍          | 猴 子    |                |
| 陸權盛          | 陸 夫    |                |
| 歐陽子聰        | 肥 才    |                |
| 張頌文          | 葉 準    | 葉問兒子       |
| 葉準            | 士多老板 | 特別演出       |
| Junlica陳梓彤   | 工友     |                |
| Kasey@supergear | 工友     |                |

## 電影歌曲
| 曲別 | 歌曲名稱   | 作詞   | 作曲                                    | 演唱者 | 備註 |
| 插曲 | 萍水相逢   | 楊彥岐 | 姚敏                                    | 吳鶯音 |      |
| 插曲 | 給我一個吻 | 陳蝶衣 | Marshall Brown Alden Shumaa Earl Shuman | 張露   |      |
| 插曲 | 夢         | 陶秦   | 顧嘉煇                                  | 周楚楚 |      |
| 插曲 | 南屏晚鐘   | 陳蝶衣 | 王福齡                                  | 崔萍   |      |
| 插曲 | 我要你的愛 | 姚敏   | 姚敏                                    | 葛蘭   |      |

## 工作人員
- 導演：邱禮濤
- 編劇：李敏
- 動作導演：李忠志、冼國林
- 監製：冼國林、利雅博
- 攝影指導：陳廣鴻 (HKSC)
- 剪接：鐘偉釗
- 出品人：楊受成、冼國林

### 鳴謝
- 西樵鎮人民政府
- 廣東省西樵山
- 中央電視台南海影視城
- 白鶴派陸智夫國際總會

## 評價
- 《香港爽報》的張居給予4顆星(最高5顆)。他說：「《終極一戰》的黃秋生重生活細節。今次透過葉問建構出一個大家久違了的香港：守望相助、尊師重道及吃苦也許不怨天等優良價值。」[3]
- 《明報》的石琪給予3顆半星(最高5顆)。他說：「有文有武，有懷舊有寫實，是《葉問：終極一戰》的優點，可惜仍然迴避政治實況，不提葉問時代的國共惡鬥與香港右派左派暴動，難以重現歷史真相。」[4]
- 《頭條日報》的葉念琛說：「《終極一戰》最精采其實是黃秋生活靈活現的演出，他把葉問的喜怒哀樂完全立體化，那不是演技，而是一種水乳交融，非筆墨所能形容，唯有看到才能感受，才會歎為觀止。」[5]
- 《頭條日報》的祁佳仕說：「我覺得最令人眼前一亮的，是戲中還原了當年面貌的香港街，細緻又講究，真實感十分強烈。黃秋生演技了得毋庸置疑，晚年葉問由他來演十分恰當。」[6]

## 獎項及提名
| 獎項                       | 類別       | 名字               | 結果 |
| -------------------------- | ---------- | ------------------ | ---- |
| 第20屆香港電影評論學會大獎 | 推薦電影   | 《葉問：終極一戰》 | 獲獎 |
| 第20屆香港電影評論學會大獎 | 最佳電影   | 《葉問：終極一戰》 | 提名 |
| 第20屆香港電影評論學會大獎 | 最佳導演   | 邱禮濤             | 提名 |
| 第20屆香港電影評論學會大獎 | 最佳編劇   | 李敏               | 提名 |
| 第20屆香港電影評論學會大獎 | 最佳男演員 | 黃秋生             | 提名 |
| 第五屆澳門國際電影節       | 最佳男主角 | 黃秋生             | 獲獎 |
| 第五屆澳門國際電影節       | 最佳女配角 | 鍾欣潼             | 獲獎 |
| 第五屆澳門國際電影節       | 最佳編劇   | 李敏               | 提名 |
| 第33屆香港電影金像獎       | 最佳男主角 | 黃秋生             | 提名 |
| 2014年華語電影傳媒大獎     | 最佳男主角 | 黃秋生             | 提名 |

## 票房

### 香港
《葉問：終極一戰》是香港2013年復活節檔期華語片冠軍，四日假期票房收益達到四百多萬港幣。